# Liriodendron
Genre
Classification APG III (2009)
Liriodendron (les tulipiers) est un genre de plantes à fleurs de la famille des magnoliacées.

## Liste des espèces
Selon World Checklist of Selected Plant Families (WCSP) (12 oct. 2011) :
- Liriodendron chinense (Hemsl.) Sarg. - Tulipier de Chine
- Liriodendron tulipifera L. - Tulipier de Virginie

Selon NCBI (2 juin 2025) :
- Liriodendron chinense
- Liriodendron chinense × Liriodendron tulipifera
- Liriodendron tulipifera
- Liriodendron tulipifera x Liriodendron chinense

Espèces fossiles :
- Liriodendron germinata† Kirchheimer (fossile d'Europe du Pliocène et du Quaternaire)
- Liriodendron hesperia† Berry  (fossile du Miocène découvert à Clarkia dans l'Idaho[4])